# Pedro de Noguera

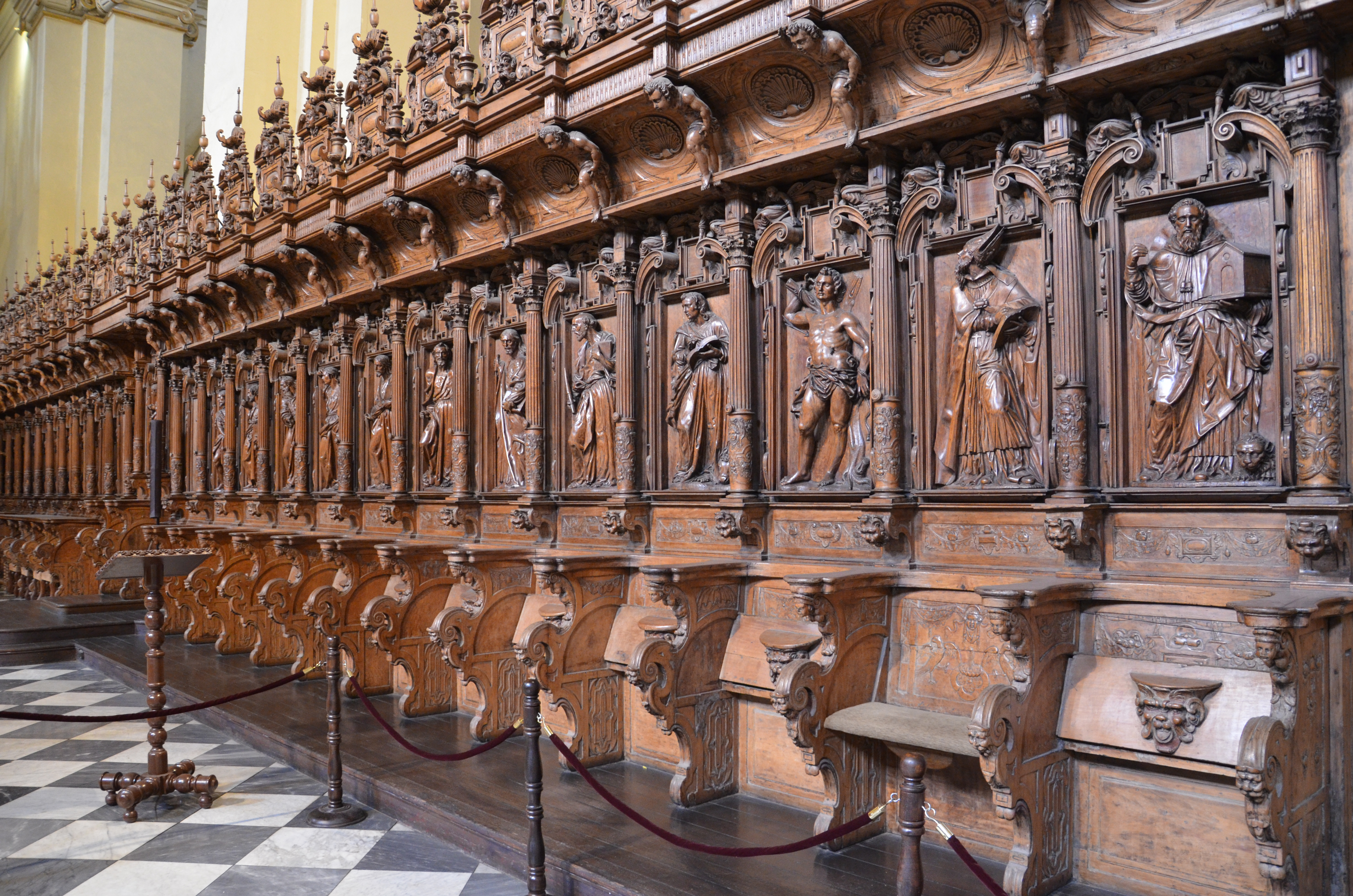
Cadiral del coro, Catedral limeña, Peru

Pedro de Noguera (Barcelona, c. 1580-Lima, c. 1660) fue un escultor, ensamblador y arquitecto del barroco español de origen catalán, considerado uno de los máximos exponentes de la escultura hispanoamericana del siglo XVII.

## Biografía
Formado en Sevilla, en 1619 se trasladó al Virreinato del Perú donde contrajo matrimonio y se  estableció en Lima. En su faceta de arquitecto intervino en la reforma de la alhóndiga y la cárcel pública llegando en 1638, a ser nombrado maestro mayor de la Catedral. 
A su llegada a Lima, el mercado escultórico de la ciudad estaba dominado por los talleres de Martín Alonso de Mesa y Juan Martínez de Arrona. Con la llegada de Noguera, de Luis de Espíndola al año siguiente y de Gaspar de la Cueva en 1621, esta situación cambiaría.

## Obras
La obra más destacada de Pedro de Noguera y una de las obras escultóricas más importantes del periodo en el Perú es la sillería del coro de la Catedral de Lima. Esta tuvo un periodo de gestación complejo. Se puede situar hacia 1620 el inicio del proyecto de la nueva sillería para la catedral. La vuelta a España del Virrey Príncipe de Esquilache, principal promotor de la obra, paralizó el proceso de adjudicación un par de años cuando ya existía un diseño de Martín Alonso de Mesa. En 1623  se retomó el proyecto con un concurso público al que se presentaron los escultores Martín Alonso de Mesa, Luis Ortiz de Vargas, Luis de Espíndola, Gaspar de la Cueva y Pedro de Noguera, que a la postre, se adjudicó su realización. Desacuerdos con la resolución del concurso y diversos litigios entre las distintas partes retardaron el inicio de las obras hasta 1627,: 116  momento en que Noguera inicia las obras respetando el diseño realizado por Martín Alonso de Mesa, ocupándole su realización hasta noviembre de 1632.

## Otras obras
- Cristo del Descendimiento (1619). Confraternidad de Nuestra Señora de la Soledad (Lima).
- Retablo mayor para la iglesia de San Francisco en El Callao.
- Atribución de parte de los relieves de la sillería coral de San Agustín de Lima.
- Hacia 1635 se encargó de terminar la obra de la portada de la Catedral.
- Labores de trabajo y aderezo de los relieves de los santos de la cajonería de la Catedral en la que se le atribuyen algunos de ellos (1631).
- Crucificado (1636) de la sacristía de la Catedral.
- Se le atribuye el diseño de la fuente y de la figura del Angel de la Fama que la corona, situada en la Plaza Mayor de Lima.
- Casa Hacienda Moreyra